# Claude-Étienne Michel

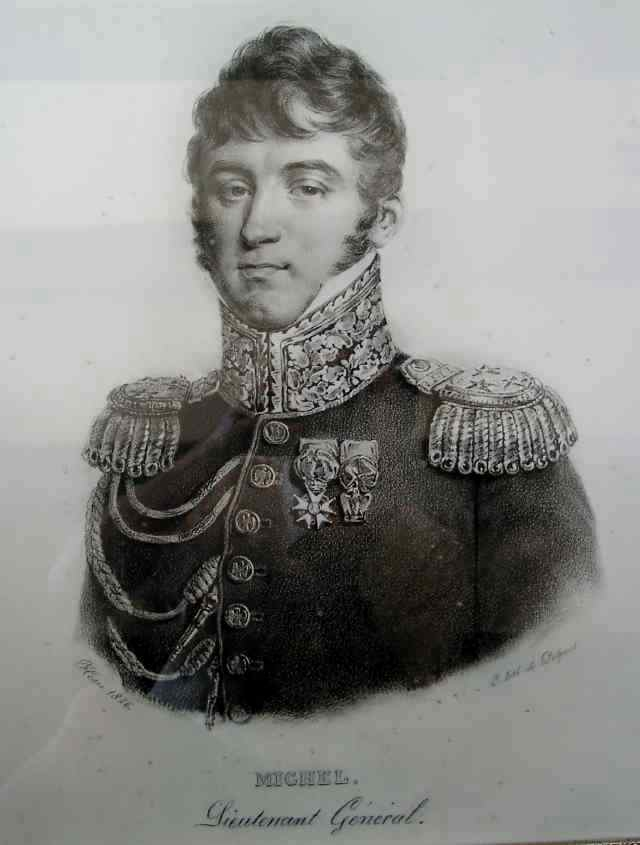
Claude-Étienne Michel

Claude-Étienne Michel (* 3. Oktober 1772 in Pointre, französisches Jura; † 18. Juni 1815 in der Schlacht bei Waterloo) war französischer Offizier der französischen Revolutionsarmee und der Napoleonischen Armee, zuletzt im Generalsrang.

## Früher Militärdienst
Er trat am 1. Oktober 1791 als Freiwilliger im Département Jura in die französische Revolutionsarmee ein. Er wurde am 4. März 1792 Sous-lieutenant und am 6. Oktober desselben Jahres Capitaine. Am 1. Oktober 1797 wurde er Kommandant eines eigenen Bataillons, das an verschiedenen Orten zum Einsatz kam. Michel wurde hierbei mehrfach verwundet.

## Militärdienst in der napoleonischen Armee
Am 1. Mai 1806 wurde er Chef de bataillon bei den Grenadieren der Alten Garde und am 16. Februar 1807 zum Colonel befördert. Er zeichnete sich in vielen Schlachten aus, so bei Jena und Auerstedt und Preußisch Eylau. Er kämpfte auf der iberischen Halbinsel und wurde in der Folge im November 1808 zum Baron erhoben. Er kämpfte danach bei  Aspern und Wagram.
Am 24. Juni 1811 wurde er zum Général de brigade befördert und nahm in diesem Rang 1812 am  Russland-Feldzug Napoleons teil. Am 20. November 1813 wurde er zum Général de division befördert.
Am 11. Februar 1814 erhielt er bei Montmirail eine Schussverletzung im Arm, blieb aber bis zum Abend auf seinem Posten. Zur Genesung in Paris, erschien er am 30. März 1814 in der Schlacht bei Paris mit dem Arm in einer Schlinge bei den Truppen und zeichnete sich in den Kämpfen vor der Barriere de Pantin aus.

## Unter den Bourbonen
Unter Ludwig XVIII. diente er als Oberst in der königlichen Garde.

## Herrschaft der Hundert Tage
Nach Napoleons Rückkehr aus der Verbannung auf Elba, trat er sofort wieder in den Dienst Napoleons und führte eine Brigade der Chasseur Division der Alten Garde. In der Schlacht bei Waterloo führte er seine Brigade am späten Nachmittag in einen verlustreichen Angriff bis über La Haye Sainte hinaus nach Norden. Er fiel bei diesem Angriff und wurde anonym im Massengrab Mont Saint-Jean beigesetzt.

## Ehrungen
Sein Name ist am Triumphbogen in Paris in der 10. Spalte eingetragen.